# 金球藻目
金球藻目（学名：Chrysosphaerales）为海葵目的一个科藻類植物。該目於植物分類表上，歸於金藻門 (Chrysophyta)金藻綱 (Chrysophyceae)，同綱者尚有金胞藻目（Chrysomonadales）。

## 下级分类
本目包括以下科：
- 金球藻科 Chrysostomataceae
- 褐皮藻科 Phaeodermatiaceae
- 褐盘藻科 Phaeoplacaceae
- Pterosphermaceae
- Stichogloeaceae